# Farce van Ávila

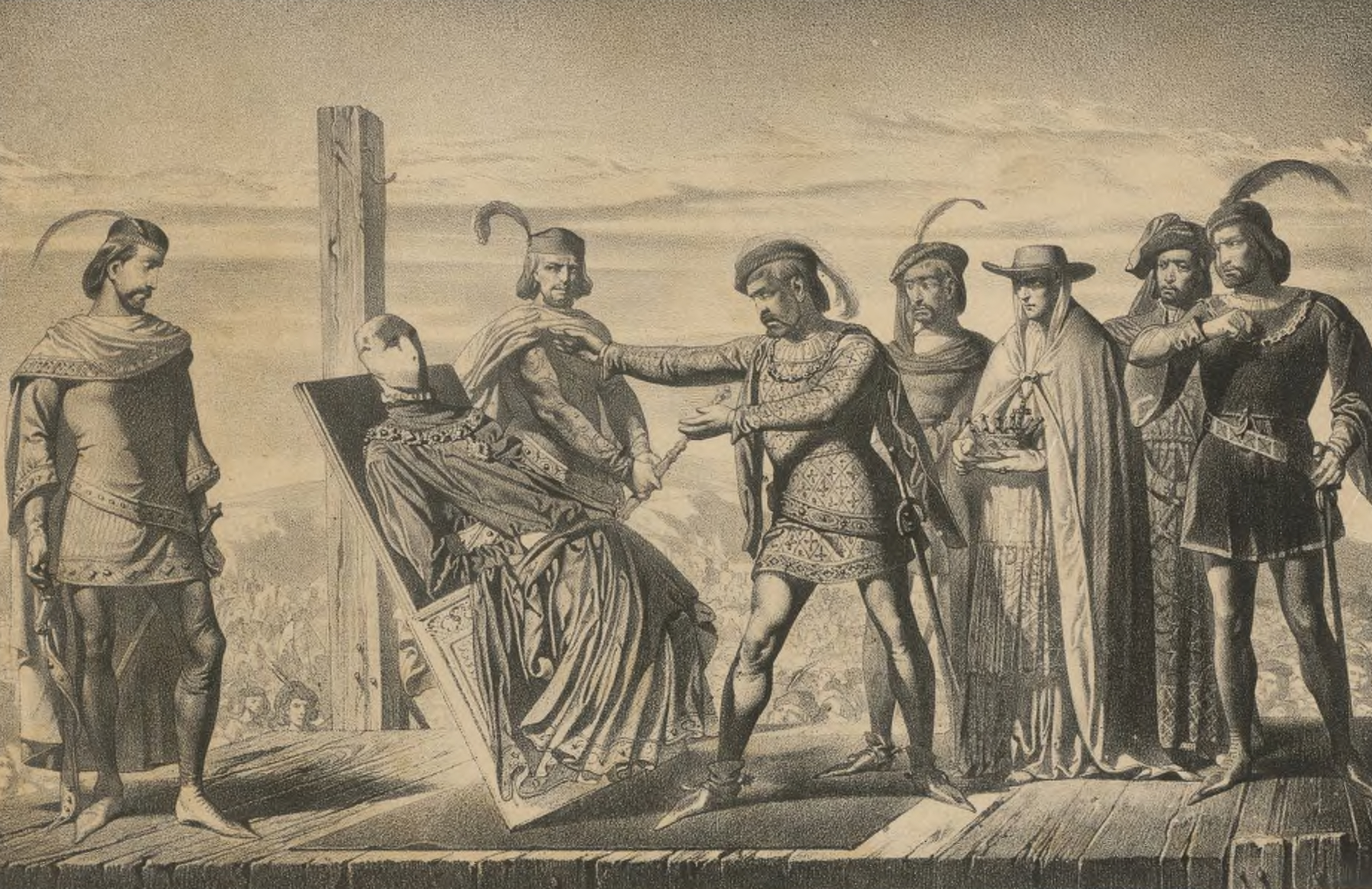
Farce van Ávila

De Farce van Ávila was een staatsgreep in het koninkrijk Castilië die plaatsvond op 5 juni 1465.
Na de dood van zijn vader Johan II van Castilië had Hendrik IV tevergeefs geprobeerd de belangrijke adellijke families binnen het koninkrijk Castilië met elkaar te verzoenen. Voortdurend vormden zich coalities die probeerden zo veel mogelijk macht naar zich toe te trekken. 

In april 1460 sloot een deel van de opstandige adel een verbond, de Liga van Tudela, en in september 1464 deed een deel van deze adel een greep naar de macht. Ze dwong Hendrik om zijn enige dochter, Juana, de titel van troonopvolger, die van prinses van Asturië af te nemen, en deze aan zijn halfbroer Alfons te geven.
Op 27 april 1465 werd Alfons in Plasencia door de opstandige adel uitgeroepen tot koning van Castilië en Léon, en dit werd op 5 juni nog eens bevestigd met een officiële ceremonie in de stad Ávila.

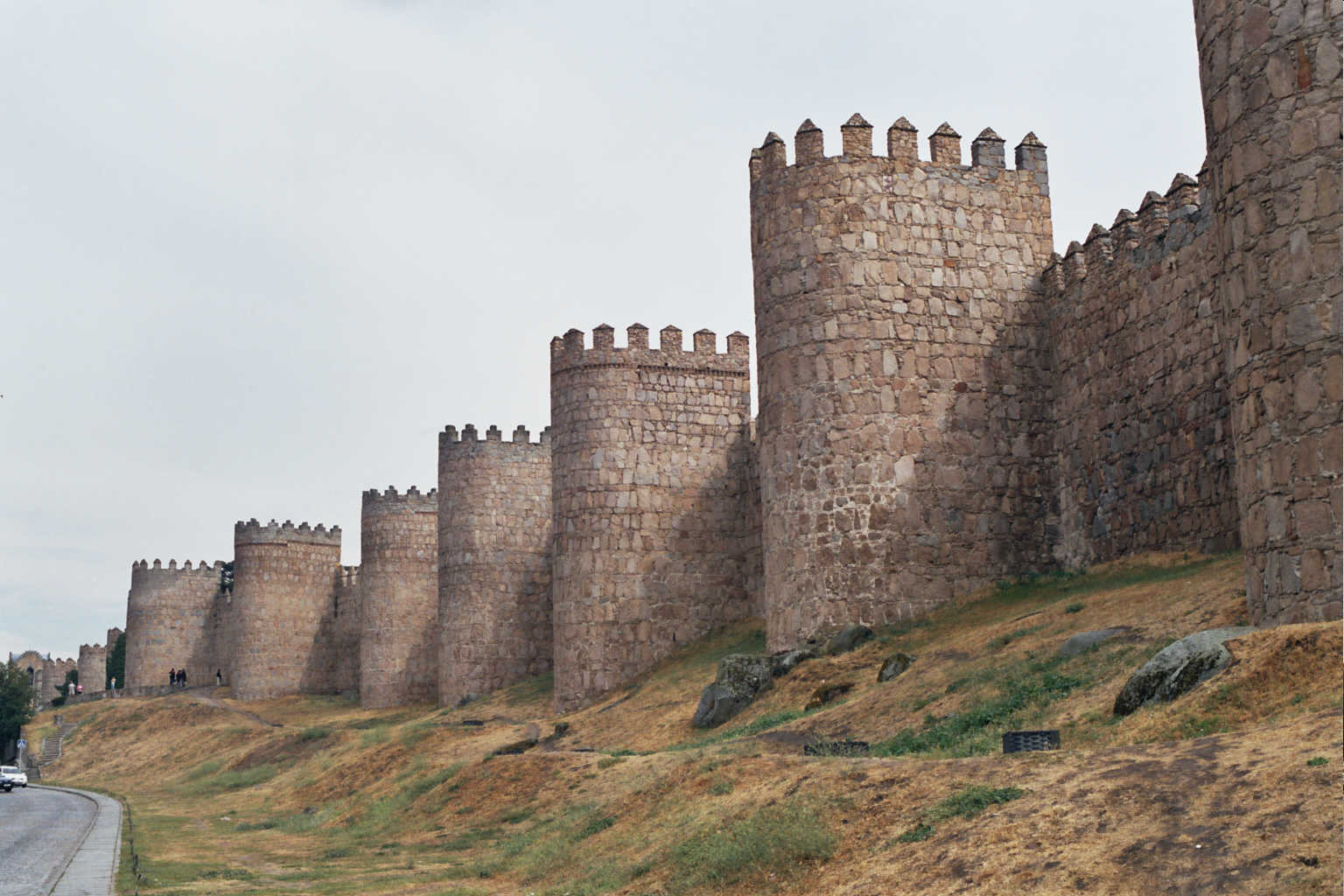
De middeleeuwse stadsmuren van Ávila.

Op een veld werd een schavot opgericht met daarop een pop die koning Hendrik IV moest voorstellen. Vervolgens verschenen de edelen. Een kleine vertegenwoordiging besteeg het schavot. Eerst Alonso Carrillo, de aartsbisschop van Toledo, die de pop de kroon, die de koninklijke waardigheid moest voorstellen, afnam. Vervolgens kwam Álvaro de Zúñiga, graaf van Plasencia, die de pop ontdeed van zijn zwaard, die rechtsbedeling moest voorstellen. Ten derde kwam Rodrigo Pimentel, graaf van Benavente, en nam de pop de stok af, die hij in zijn hand hield, en de regering van het land symboliseerde. Ten vierde kwam Diego López de Zúñiga, die de pop van de troon stootte, waarmee de koning het recht op de troon verloor.
Hierna werd Alfons tot de nieuwe koning uitgeroepen.
Ondanks de staatsgreep hield Hendrik IV voldoende steun over onder het volk en ook onder de adel, onder wie de familie Mendoza. Uiteindelijk werd er in 1467 strijd geleverd tussen de twee coalities die eindigde met een overwinning van Hendrik in de Tweede Slag bij Olmedo.
De oorzaak van het overlijden van Alfons in 1468 is onbekend. Mogelijkerwijs werd hij vergiftigd.